# Stungkit
Stungkit is een bestuurslaag in het regentschap Langkat van de provincie Noord-Sumatra, Indonesië. Stungkit telt 3129 inwoners (volkstelling 2010).